# Baschiqa
Baschiqa oder Baschika (arabisch بعشيقة, DMG Baʿšīqa, kurmandschi Başîqa, reichsaramäisch ܒܝܬ ܥܫܝܩܐ; auch Bashiqa) ist eine kleine Stadt in der Nähe von Mossul in Ninawa, Nordirak. Der Ort befindet sich im Distrikt al-Hamdaniya in der Ninive-Ebene als direkter Nachbarort südöstlich von Bahzani. Seit 2003 gehört die Stadt zu den umstrittenen Gebieten des Nordiraks.

## Bevölkerung
Die Mehrheit der Bevölkerung Baschiqas sind Jesiden; daneben leben hier christliche Assyrer und muslimische Araber. Die Jesiden in Baschiqa und aus der Nachbarstadt Bahzani sprechen alle Arabisch als ihre Muttersprache.
Vor der Daesch-Terrorherrschaft von 2014 bis 2016 lebten in Bahzani etwa 2400 syrisch-orthodoxe und rund 750 syrisch-katholische Christen. Im Jahre 2019 machten die Christen etwa 14 % der rund 11.000 Menschen zählenden Bevölkerung aus. Etwa denselben Anteil hatten arabische Muslime, während der Rest Jesiden waren. Laut 2020 erschienener Studie von Kirche in Not identifizierte sich im Jahre 2019 etwa die Hälfte der befragten Christen aus Baschiqa als „Araber“, die übrigen meist als „Syrisch“ („Syriakisch“) und rund 5 % als „Assyrer“. Wie die Jesiden sprechen auch die Christen Baschiqas großenteils Arabisch (89 % als Erstsprache); 11 % der Christen gaben als erste Sprache Surith („Syrisch“, Ost-Aramäisch) an.

## Geschichte
Nach der lokalen Überlieferung gelangte das Christentum um das Jahr 400 in die Ninive-Ebene und so auch nach Baschiqa. Seit dem 7. Jahrhundert ist die Anwesenheit von Christen bezeugt. Der Geograph Yāqūt al-Ḥamawī ar-Rūmī beschrieb im 13. Jahrhundert Baschiqa als eine Ortschaft am Rande von Ninive östlich des Tigris, das eine mehrheitlich christliche Bevölkerung hatte und für seine Olivenbäume bekannt war. Der Geograph Vital Cuinet schätzte Ende des 19. Jahrhunderts die Bevölkerung Baschiqas auf 3000 Einwohner, davon 2000 Christen und 1000 Jesiden.
Nach der US-Invasion im Irak und dem Sturz von Saddam Hussein 2003 wurde Baschiqa – irakisches Hoheitsgebiet – bis zum Siegeszug der islamistischen Terrormiliz Daesch (ISIS) im Raum Mossul im Juni 2016 von der Autonomen Region Kurdistan kontrolliert und beansprucht. Laut Artikel 140 der irakischen Verfassung sollte eine Volksabstimmung entscheiden, ob es weiterhin von der Zentralregierung oder der Autonomen Region Kurdistan verwaltet werden soll. Der Status der Stadt blieb aber weiterhin ungeklärt. Laut den Human Rights Watch, UNHCR und anderen Menschenrechtsorganisationen wurden die Bewohner der Stadt gezwungen und mit Gewalt bedroht, falls sie sich nicht für eine Eingliederung der Stadt an die Autonome Region Kurdistan entscheiden sollten.
Am 17. April 2007 wurde die 17-jährige gebürtige Jesidin Du’a Khalil Aswad auf dem Stadtplatz von Baschiqa von einer großen Menschenmenge der jesidischen Gemeinde unter schweren Qualen durch Steinigung hingerichtet, da sie einen jungen sunnitischen Muslim heiraten wollte und deshalb zum Islam übergetreten war. Um Rache zu nehmen, hielten am 22. April 2007 Muslime in Mossul einen Bus auf dem Rückweg nach Baschiqa an, zerrten die anwesenden 24 Jesiden aus dem Bus und exekutierten sie am Stadtrand. Ende Oktober 2012 gingen in Baschiqa zwei Autobomben hoch und töteten drei Menschen.
Im Juni 2014 nahm die islamistische Terrormiliz Daesch Baschiqa ein und gab der Stadt nach der 2007 gesteinigten islamischen Märtyrerin Du’a Khalil Aswad den neuen Namen Du’a. Die jesidischen und christlichen Bewohner flohen aus der Stadt. Die Islamisten zerstörten oder beschädigten sowohl die Kirchen als auch die jesidischen Tempel. In der Region kam es zu Kämpfen zwischen der ISIS und kurdischen Peschmerga.
Ab 2015 wurden türkische Soldaten in einer Trainingsmission in der Region um Baschiqa ohne Genehmigung von Bagdad, aber mit der Genehmigung von Irakisch-Kurdistan eingesetzt. Das türkische Militärcamp trägt ebenfalls den Namen Baschiqa und liegt nicht in der Stadt, sondern in deren Nähe. Einige türkische Soldaten wurden danach aus der Region abgezogen.
Im Oktober 2016 umzingelten kurdische Peschmerga-Einheiten im Zuge der Schlacht um Mossul die Daesch-Kämpfer in Baschiqa. Am 7. November 2016 stürmten die Peschmerga mit Luftunterstützung der United States Air Force die Stadt, in der sich noch etwa 100 bis 200 Daesch-Kämpfer befunden haben sollen.
Inzwischen ist die Stadt unter Kontrolle der schiitischen al-Haschd asch-Schaʿbī (Schabak-Miliz oder 30. Brigade), die laut Berichten von Kirche in Not die christliche Bevölkerung terrorisiert und gezielt schiitische Schabak ansiedelt. Auch von Jesiden wird die Miliz abgelehnt.
Nach einer 2020 erschienenen Studie von Kirche in Not waren 54 % der vor der Daesch-Herrschaft 2400 syrisch-orthodoxen Christen und rund 25 % der 750 syrisch-katholischen Christen bis August 2019 nach Baschiqa zurückgekehrt.

## Wirtschaft
Baschiqa ist bekannt für seine Olivenbäume, Olivenöl und Seife, aber auch für seine Zwiebeln, Gurken und Arak. Früher war es ein beliebtes Touristenziel für die Einheimischen in Mossul und allgemein für Iraker. Baschiqa ist rund um die Stadt von Olivenfarmen umgeben, und es gibt einen kleinen Berg im Norden.

## Sehenswürdigkeiten
In Baschiqa und Bahzani stehen insgesamt 12 jesidische Mausoleen. Eines davon in Baschiqa ist das jesidische Mausoleum Scheich Hassan. Baschiqa hat zwei christliche Gotteshäuser, und zwar die syrisch-orthodoxe Mart-Schmoni-Kirche und die syrisch-katholische Kirche der Jungfrau Maria (Mart Mariam al Adra). Zudem gibt es hier eine kleine sunnitische Moschee.

## Persönlichkeiten
Die jesidische Journalistin und Aktivistin Nareen Shammo (* 1986) ist in Baschiqa geboren.
Der berühmte jesidische Nationalheld Ezidi Mirza stammt ebenfalls aus Baschiqa.
Die heute in islamischen Kreisen als Märtyrerin verehrte, 2007 in Baschiqa von Jesiden zu Tode gesteinigte Du’a Khalil Aswad (1989 oder 1990–2007) lebte in Baschiqa.